# Bodemverontreiniging in België
Bodemverontreiniging in België is aanwezig op verschillende plaatsen.
In de Kempen bleken in de omgeving van de zinkfabrieken te Balen, Lommel en Overpelt tuinen, landbouwpercelen en bossen gevaarlijk verontreinigd door zware metalen. Ook het grondwater is hier verontreinigd.
In België zijn vele ernstige gevallen van bodemverontreiniging het gevolg van het rijke industriële verleden.
In februari 1995 werd in Vlaanderen het bodemsaneringsdecreet van kracht. Met dit decreet kreeg de OVAM (Openbare Vlaamse Afvalstoffen Maatschappij) de mogelijkheid om verontreinigde gronden op te sporen en er het nodige gevolg aan te geven. Het bodemsaneringsdecreet onderging reeds een aantal wijzigingen en aanpassingen. In 2006 werd de wetgeving grondig herzien en werd het Decreet voor bodemsanering en bodemsanering (Bodemdecreet) van kracht.
Black points (vooral zwaar verontreinigde industriële terreinen) zijn onder andere: een industriële stortplaats op eigen bedrijfsterrein met slakken uit de loodsmelting te Beerse, een stilgelegde fabriek van arseenverbindingen te Bocholt, metaalslakken, sintels en reststoffen van de zinkertsbewerking te Dilsen-Stokkem en te Nieuwpoort en een vrij alleenstaand geval van fluorverontreiniging rond de emaillefabriek te Brugge. Een belangrijk probleem betreft het achterlaten van vaak ‘giftig’ afval op verlaten fabrieksterreinen.
Ook privéterreinen en tuinen ontsnappen niet aan het bodemsaneringsdecreet. De voorbije jaren werden de eerste woonsites ook daadwerkelijk gesaneerd. Grote projecten zijn: de Liefkenshoekwijk te Kapellen en de Kouterwijk te Sint-Amands.
Wallonië en het Brussels Gewest kennen nog geen echt bodemsaneringsdecreet. Toch begint men ook daar stilaan te werken aan een ernstig bodembeleid. In het Waalse Gewest zijn de verontreinigde gronden vooral te wijten aan de metaalindustrie. Hier werden circa 8000 terreinen als verontreinigd aangewezen.